# John Thomond O'Brien
John Thomond O'Brien (Wicklow, Irlanda, junio de 1786 - Lisboa, Portugal, junio de 1861) fue un militar irlandés que participó en la guerras de independencia hispanoamericanas en América del Sur. Rindió lealtad a la Argentina y posteriormente a la Confederación Perú-Boliviana. Fue secretario y ayudante de campo del general José de San Martín.

## Biografía
Fue soldado y marinero en su juventud, y luchó en España contra Napoleón Bonaparte.
Llegó al Río de la Plata en 1812, con la idea de dedicarse al comercio. Otras versiones lo identifican como un auxiliar militar enviado por el ejército británico para controlar a José de San Martín y Carlos María de Alvear. Al poco tiempo de su llegada se enroló como oficial en el Regimiento de Granaderos a Caballo de San Martín, pero éste se negó a darle un grado superior al de alférez.
A órdenes de José Matías Zapiola pasó en 1814 a la Banda Oriental, donde participó con Alvear en la captura de Montevideo. Quedó allí a órdenes del coronel Miguel Estanislao Soler, hasta que la derrota porteña en la batalla de Guayabos provocó la retirada del ejército leal al directorio.
Pidió la baja del ejército, pero al poco tiempo se unió al Ejército de los Andes. Fue ayudante de campo de San Martín en las batallas de Chacabuco y Maipú. Enviado a perseguir al general Mariano Osorio, perdió el tiempo en capturar prisioneros, de modo que no logró alcanzarlo. Fue el único testigo – otros historiadores creen que la inventó – de la conocida anécdota del momento en que San Martín destruyó la correspondencia de Osorio después de Maipú, perdonando la debilidad de los chilenos que habían entrado en tratos con el jefe realista después de la Sorpresa de Cancha Rayada.
Después de terminada la campaña del sur de Chile, obtuvo una licencia, durante la cual visitó Irlanda. A fines de 1819 estaba de regreso en Chile.
En 1820, después de ser uno de los firmantes del Acta de Rancagua, formó en la Expedición Libertadora del Perú. Acompañó a San Martín en el campamento de Huaura y en la entrada a Lima. Fue uno de los presentes en el acto de la firma de la Independencia del Perú, y enviado con trofeos de guerra a Santiago de Chile y Buenos Aires.
Regresó a Irlanda en 1823, después de la retirada de San Martín. Allí intentó organizar empresas de colonización para instalar irlandeses en América del Sur, pero no tuvo éxito.
Regresó a Buenos Aires en 1825, y de allí pasó a Bolivia, donde el mariscal Antonio José de Sucre le donó una mina de plata. No la pudo explotar por razones de salud.
De regreso a Europa, se encontró con San Martín en Bruselas. Viajó a Buenos Aires poco antes que éste, y fue incorporado al ejército de Juan Lavalle – que había usurpado el cargo de gobernador de Buenos Aires – con el grado de teniente coronel. En 1834 fue dado de baja por el gobernador Manuel Vicente Maza.
Se trasladó al Amazonas peruano, donde se dedicó a la búsqueda de oro. Se incorporó como general al ejército de Andrés de Santa Cruz, durante la guerra de la Confederación Perú-Boliviana contra la Confederación Argentina. Intentó viajar a Buenos Aires como representante diplomático de Santa Cruz, pero su supuesta misión diplomática no fue reconocida y fue arrestado. Sólo la intervención inglesa logró que fuera puesto en libertad meses más tarde.
Pasó al Uruguay, donde se instaló como estanciero; fue aliado político de Fructuoso Rivera. Después de la batalla de Arroyo Grande (1842), su estancia fue saqueada por los blancos.
O'Brien exploró la zona del Amazonas y posteriormente se instaló en la Banda Oriental, región en la que se encontraba su hacienda, que fue destruida por las tropas de Juan Manuel de Rosas. Fructuoso Rivera, quien ocupaba el cargo de presidente, lo envió a Gran Bretaña, nombrándolo cónsul general de Gran Bretaña e Irlanda. Fue embajador de Rivera ante Gran Bretaña e Irlanda, y realizó varios viajes entre el Río de la Plata y Londres.
Volvió a visitar Buenos Aires poco después de la batalla de Caseros. Abandonó para siempre el Río de la Plata a la caída del dictador Venancio Flores en 1854.
En 1861 inició un nuevo viaje a Buenos Aires, pero falleció en el mes de junio, en Lisboa.
Sus restos fueron repatriados a Buenos Aires en la década de 1930 y depositados en por lo menos dos bóvedas del Cementerio de la Recoleta. Una fue la bóveda de Bernardino Rivadavia, y tras la demolición de esta, en 1950 el presidente Perón inauguró sobre el mismo espacio el mausoleo del Teniente General Riccheri, donde descansó hasta su traslado a Mendoza. El 20 de enero de 2017 sus restos llegaron a Mendoza, donde descansarán en el Campo Histórico de El Plumerillo. Con fecha 21 de marzo de 2025 el ministro de Defensa de la Nación Argentina nombró al Destacamento Militar del Regimiento de Granaderos a Caballo ubicado en el Departamento Las Heras de la provincia cuyana con el siguiente título: DESTACAMENTO MILITAR DE GRANADEROS A CABALLO GENERAL JOHN T O´BRIEN.

### Homenajes
Tras las victorias obtenidas en Perú en 1821 y su ascenso a coronel, O'Brien fue premiado con la Orden del Sol, y posteriormente con el pabellón dorado de Francisco Pizarro, que habían sido utilizados por los virreyes del Perú en las procesiones.